# Ben Selvin
Benjamin Bernard Selvin (New York, 5 marzo 1898 – Manhasset, 15 luglio 1980) è stato un musicista, direttore d'orchestra e produttore discografico statunitense. Era conosciuto come il decano della musica registrata.

## Biografia
Selvin era figlio di immigrati russi ebrei. Iniziò la sua vita professionale all'età di 15 anni come violinista nei locali notturni di New York. Sei anni più tardi, come capo del suo gruppo di danza, la Novelty Orchestra, pubblicò la canzone popolare più venduta nel primo quarto di secolo di musica registrata. Dardanella ha venduto più di sei milioni di copie e un ulteriore milione di pezzi come spartiti. Ricevette un disco d'oro dalla RIAA che fu regalato a Selvin per la sua pensione il 14 marzo 1963.
Secondo Guinness dei primati, Selvin ha registrato più lati musicali (su dischi 78 giri) di qualsiasi altra persona. Un motivo per questa prolifica produzione è che registrò per decine di diverse etichette, durante questo tempo produttivo nel settore, usando un nome diverso per ogni etichetta. La sua produzione è stata stimata dai 13.000 ai 20.000 titoli.

## Columbia
Dal 1927 al 1934 Selvin è stato direttore di artisti e di repertorio (A&R) per la Columbia Records, dove molte sue produzioni comprendevano i musicisti Manny Klein, Benny Goodman, Tommy Dorsey, Jimmy Dorsey, Joe Venuti, Eddie Lang, e Bunny Berigan. Molte di queste registrazioni sono da collezione e assai stimate (soprattutto quelle registrate nel periodo 1931-1934).
Ci furono segnalazioni erronee che la jazz band di Ben Selvin abbia suonato sotto il nome di "Perley Stevens e la sua orchestra". Perley Stevens occasionalmente ha suonato con la band di Ben Selvin e molti altri, tra cui Jimmy e Tommy Dorsey Orchestras e la Paul Whiteman's Band. Durante il periodo della Columbia, Selvin ha registrato sotto molti nomi diversi (per Columbia, OKeh, Odeon, Parlophone, Harmony, Diva, Velvet Tone e Clarion) tra i quali:
- The Broadway Nightlites
- The Knickerbockers
- The Columbians
- The Cavaliers
- Barney Trimble and his Oklahomans
- Jerry Mason and his Californians
- The Harmonians
- Rudy Marlow and his Orchestra
- Columbia Photo Players
- Frank Auburn and his Orchestra
- Kolster Dance Orchestra
- Lloyd Keating and his Music
- Earl Marlow and his Orchestra
- Ed Loyd and his Orchestra
- Ray Seeley and his Orchestra
- Sam Nash and his Orchestra
- Mickie Alpert and his Orchestra
- Johnny Walker and his Orchestra
- Chester Leighton and his Sophomores
- Wally Edwards and his Orchestra
- Roy Carroll and his Sands Point Orchestra
- Buddy Campbell and his Orchestra
- Golden Terrace Orchestra
- Bar Harbor Society Orchestra
- Ted Raph and his Orchestra
- Georgia Moonlight Serenaders
- Cloverdale Country Club Orchestra
- Ed Parker and his Orchestra
- Orchestra "Romaine"

## Dopo la Columbia
Selvin ha contribuito a sviluppare Muzak nella metà degli anni '30. È stato direttore musicale della Majestic Records a partire dal 1947. È stato vicepresidente e direttore A&R (artisti e repertorio) alla Columbia Records, incaricato delle registrazioni di Frank Sinatra, Doris Day, Dinah Shore e Buddy Clark alla fine degli anni '40 e nei primi anni '50.
È stato direttore di A&R della RCA Victor, incaricato della famosa etichetta Camden Records ed è stato direttore musicale per una registrazione nel 1954 con John Serry Sr. (Vedi Thesaurus RCA). Nel 1956 ha lavorato ancora una volta come direttore musicale con Serry per un altro album di jazz swing per la Dot Records (vedi Squeeze Play).
Dopo il pensionamento, è diventato consulente della 3M, aiutandoli ad effettuare la transizione dai dischi in vinile alle cassette audio.

## Discografia scelta
- "The Original Charleston" (la versione Columbia 78 giri)

The Knickerbockers (Ben Selvin & His Orch.)
NYC – Apr. 10th, 1925
Voc. vocal breaks by Ben Selvin
Columbia 355–D, mx.140514–1
- "Margie"

Selvin's Novelty Orchestra
NYC – Nov., 1920
Voc. Arthur Hall
Grey Gull Records L–1036–(a), mx.J–3–10
- "So This Is Venice"

Ben Selvin & His Moulin Rouge Orchestra
NYC – Dec., 1923
Voc. Irving Kaufman
Vocalion A–14757, mx.12641
- "Steppin' in Society" (la versione Columbia 78 giri)

The Knickerbockers
NYC – May 26th, 1925
Columbia 391–D, mx.W–140623–2
- "We'll Have a New Home (In the Morning)"

Ben Selvin & His Orchestra
NYC – Dec. 28th, 1927
Vocs. unidentified trio
Columbia 1274–D, mx.W–145445
- "Happy Days Are Here Again"

Annette Hanshaw
(Ben Selvin & His Orchestra – vocs. Annette Hanshaw & The Rollickers)
NYC – Feb. 11th, 1930
Diva Records 3106–G; Harmony 1106–H; Velvet Tone 2106–V
- "Dardanella"

(Felix Bernard – Johnny S. Black)
(Six-million seller – Hit parade n. 1 per 13 settimane, 24 in charts)
Selvin's Novelty Orchestra
NYC – Nov. 20th, 1919
Victor 18633–A, mx.23344–3
- "I'm Forever Blowing Bubbles"

(John Kellette – Jaan Kenbrovin)
(No. 1 hit per 4 settimane)
Selvin's Novelty Orchestra
NYC – Jul. 31st, 1919
Victor 18603–A, mx.B–22966–6
- "Manhattan"

(Richard Rodgers – Lorenz Hart)
(No. 1 hit per 4 settimane)
The Knickerbockers
NYC – Jul. 15th, 1925
Columbia 422–D, mx.W–140765
- "Sentimental Me"

(Richard Rodgers – Lorenz Hart)
(No. 2 hit)
The Knickerbockers
NYC – Jul. 15th, 1925
Columbia 422–D, mx.W–140766
- "I Can't Give You Anything but Love, Baby"

(Jimmy McHugh – Dorothy Fields)
(No. 2 hit)
The Knickerbockers
Voc. Vaughn De Leath
NYC – Jun. 1st, 1928
Columbia 1424–D, mx.W–146380
- "You're the Cream in My Coffee"

(Ray Henderson – Buddy DeSylva – Lew Brown)
(No. 2 hit)
Eddie Thomas' Collegians (and/or) The Broadway Nitelites (Ben Selvin & His Orch.) –
Voc. Jack Parker
NYC – Oct. 19th, 1928
Columbia 1604–D, mx.W–147140–3